# Cycas basaltica
Cycas basaltica C.A.Gardner, 1923 è una pianta appartenente alla famiglia delle Cycadaceae, endemica dell'Australia.

## Descrizione
È una cicade con fusto eretto, alto sino a 2-3 m e con diametro di 15-20 cm; la base del fusto, rigonfia, è sotterranea.
Le foglie, pennate, lunghe 80-125 cm, sono disposte a corona all'apice del fusto e sono rette da un picciolo lungo 8-20 cm; ogni foglia è composta da 140-210 paia di foglioline lanceolate, con margine intero o leggermente ricurvo, lunghe mediamente 9-18 cm, di colore dal grigio-verde al verde scuro, inserite sul rachide con un angolo di 70-80°.
È una specie dioica con esemplari maschili che presentano microsporofilli disposti a formare strobili terminali di forma ovoidale, lunghi 18-24 cm e larghi 7-9 cm ed esemplari femminili con macrosporofilli che si trovano in gran numero nella parte sommitale del fusto, con l'aspetto di foglie pennate che racchiudono gli ovuli, in numero di 2-6.
I semi sono grossolanamente ovoidali, lunghi 27-31 mm, ricoperti da un tegumento di colore dall'arancio al marrone.

## Distribuzione e habitat
È diffusa nell'estremo nord del Kimberley nell'Australia Occidentale: dalle isole al largo ad ovest di Port Warrender fino a circa Kalumburu.

Prospera su terreni argillosi rossicci e grigi sovrastanti pendici di basalti pietrosi.

## Conservazione
La IUCN Red List classifica C. basaltica come specie a rischio minimo (Least Concern).

La specie è inserita nella Appendice II della Convention on International Trade of Endangered Species (CITES)